# Asplundia brachyphylla
Asplundia brachyphylla är en enhjärtbladig växtart som beskrevs av Gunnar Wilhelm Harling. Asplundia brachyphylla ingår i släktet Asplundia och familjen Cyclanthaceae. Inga underarter finns listade.